# Angola en los Juegos Paralímpicos de Sídney 2000
Angola estuvo representada en los Juegos Paralímpicos de Sídney 2000 por un deportistas masculino. El equipo paralímpico angoleño no obtuvo ninguna medalla en estos Juegos.